# Peptona
Las peptonas son polipéptidos formados durante la degradación enzimática de proteínas. Son la principal fuente de nitrógeno en el medio orgánico para el cultivo de bacterias. Contienen aminoácidos libres y cadenas cortas de péptidos, y a veces carbohidratos.
Es soluble en agua e insoluble en etanol y éter

## Descripción
Para uso en laboratorio, la peptona se presenta como un polvo amorfo, o bien como escamas o masas irregulares, esponjosas, de color blanco amarillento o amarillo parduzco; con olor característico que recuerda al de la carne asada; de sabor amargo (peptona pancreática) o amargo y salado (peptona pépsica). Es muy higroscópica y por tanto se altera con facilidad en contacto con aire húmedo.

## Composición
Existen dos tipos de peptona:
- Peptona pépsica, obtenida a pH 2 por acción de la pepsina.
- Peptona pancreática, obtenida a pH 8 por acción de la pancreatina.

Ambas están constituidas por mezclas de polipeptidos de diversos pesos moleculares, entre los que se encuentran proteasas, peptonas, polipéptidos y aminoácidos libres.

## Usos
Las peptonas suelen utilizarse en medios como Bordet-Gengou, desplazado ahora por el medio de Regan-Lowe, que son adicionados con peptonas, glicerol y sangre de caballo. Estos medios se emplean para el cultivo de Bordetella pertussis.